# Христо Хаджиилиев (Прилеп)
Хаджи Христо (Ристе) Хаджиилиев (изписване до 1945 година: Христо хаджи Илиевъ) е голям български търговец от Българското възраждане  в Македония.

## Биография
Хаджи Ристе е най-възрастният от братята Хаджиилиеви от Прилеп, търговци, които към 1851 година притежават най-голямата фирма за манифактура с 50 000 лири капитал, с водещо положение дори в цяла Западна Македония.
Завършва килийно училище. В 1852 година, без да знае чужд език, той предприема пътуване до Виена, за да разшири търговията си с манифактурни стоки. Тръгва през пролетта, пътува на кон до Будапеща в продължение на три седмици, а след това с кораб по Дунава до Виена. Там прекарва около месец, обратният път трае още три-четири седмици, общо три месеца. Влага големи капитали за купуване на манифактурни стоки директно от фабриките. Стоката пристига по река Дунав през Смедерево, оттам се препраща до Прилеп с коне и каруци и пристига в края на юли 1852 година. От същата година започва да се провежда Припепският панаир, по решение на търговците от 1 до 15 август.
Прилепският казанджийски еснаф, който не иска да търпи монопола на цинцарската фирма Ничотовци в доставката на бакър, но не знае дори от коя държава се доставя, се обръща към хаджи Ристе с молба той да проучи и прави доставките. Той се заема с тази задача първоначално, а след това самият еснаф си прави поръчките от чужбина.